# Neolophonotus abuntius
Neolophonotus abuntius är en tvåvingeart som först beskrevs av Walker 1849.  Neolophonotus abuntius ingår i släktet Neolophonotus och familjen rovflugor. Inga underarter finns listade i Catalogue of Life.